# Podistra insipida
Podistra insipida is een keversoort uit de familie soldaatjes (Cantharidae). De wetenschappelijke naam van de soort werd in 1950 gepubliceerd door McKey-Fender.